# 12205 Basharp
12205 Basharp este o planetă minoră (asteroid) din centura de asteroizi. A fost descoperită pe 2 martie 1981 la Observatorul Siding Spring de Schelte J. Bus. 
Obiectul prezintă o orbită caracterizată de o semiaxă mare de 2,5229551 UAi, o excentricitate de 0,08, o înclinație de 1,45185 ° în raport cu ecliptica.